# Cosmic Zoom
Cosmic Zoom var en tilbagevendende alternativ filmfestival for kort- og animationsfilm i det københavnske kulturliv. Mellem 1999 og 2008 blev Cosmic Zoom afholdt hvert år – de første tre i Den Grå Hal på Christiania, så to år i Basement på Vesterbro, og siden i den nu nedrevne i Hal-D på Christianshavn.
Cosmic Zoom viste sjældne film med kunstnerisk integritet i anderledes rammer, hvor man blandede filmoplevelsen med livemusik, installationskunst og festlige rammer, for at få publikum til at indse, at der findes et underholdende alternativ til både TV, video og den traditionelle biograf.
"Cosmic Zoom" er også navnet på en kortfilm fra 1968, instrueret af Eva Szasz og produceret af the National Film Board of Canada. Den er basseret på et essay af samme navn fra 1957 af Kees Boeke.